# Un étudiant est passé
Pour plus de détails, voir Fiche technique et Distribution.
Un étudiant est passé (Ein Student ging vorbei) est un film allemand réalisé par Werner Klingler, sorti en 1960.
Il s'agit d'une adaptation du roman du même nom d'Eduard Rhein.

## Synopsis
Justus Brandt, pharmacien, est un patriarche de bout en bout. Cela fait 18 ans que sa femme Bettina a divorcé du petit-bourgeois conservateur. Depuis, il vit seul avec ses trois enfants dans une grande maison à Tübingen. Tout se passe normalement quand, de manière inattendue, une femme d'âge moyen entre dans la vie de Brandt, à la fois séduisante et mystérieuse. Elle s'appelle Gabriela von Holthüs, a 20 ans de moins que lui et s'intéresse au vieux petit-bourgeois.
Brandt veut l'épouser sans condition, mais maintenant ses enfants lui causent des ennuis, parce qu'ils s'opposent massivement contre l'intention du père. Personne ne soupçonne que Gabriela a un lien avec un sombre secret avec lequel elle menace presque de renverser la famille Brandt dans un abîme social. Bettina est informée des événements dramatiques qui la font venir rapidement à Tübingen afin de protéger ses enfants et l'ex-mari d'une décision erronée d'une grande portée.

## Fiche technique
- Titre français : Un étudiant est passé[1]
- Titre original allemand : Ein Student ging vorbei
- Réalisation : Werner Klingler
- Scénario : Johann Alexander Hübler-Kahla (de)
- Musique : Horst Dempwolff (de)
- Direction artistique : Max Mellin (de)
- Photographie : Willi Sohm
- Montage : Ingrid Wacker
- Producteur : Johann Alexander Hübler-Kahla
- Société de production : Hübler-Kahla Film
- Société de distribution : Neue Filmverleih
- Pays d'origine :  Allemagne de l'Ouest
- Langue : allemand
- Format : Noir et blanc - 1,37:1 - mono - 35 mm
- Genre : Film dramatique
- Durée : 93 minutes
- Dates de sortie :
  - Allemagne de l'Ouest : 10 mars 1960.
  - France : 27 avril 1962[1]

## Distribution
- Paul Dahlke : Justus Brandt
- Eva Bartok : Gabriela von Holthüs
- Luise Ullrich : Bettina
- Michael Verhoeven : Wolf
- Elke Arendt (de) : Dorie
- Bert Fortell : Albert Brandt
- Sascha Hehn : Thomas
- Werner Fuetterer : Le comte Hohenpersch
- Erika von Thellmann (de) : Cäcilie
- Margarete Haagen : Minna
- Ernst Brasch : Le portier de nuit

## Crédit d'auteurs
- (de) Cet article est partiellement ou en totalité issu de l’article de Wikipédia en allemand intitulé « Ein Student ging vorbei » (voir la liste des auteurs).